# Bistum Bambari
Das Bistum Bambari (lateinisch Dioecesis Bambaritanus) ist ein römisch-katholisches Bistum mit Sitz in Bambari in der Zentralafrikanischen Republik. Es umfasst die Präfekturen Haute-Kotto, Ouaka und Vakaga.

## Geschichte
Papst Paul VI. gründete es mit der Apostolischen Konstitution In vitae naturalis am 18. Dezember 1965 aus Gebietsabtretungen des Erzbistums Bangui und wurde auch ihm als Suffragandiözese unterstellt.

## Bischöfe von Bambari
- Michel Marie Joseph Maître CSSp (19. Juni 1981 – 29. Februar 1996; gestorben)
- Jean-Claude Rembanga (29. Februar 1996 – 6. November 2004; zurückgetreten)
- Edouard Mathos (6. November 2004 – 28. April 2017; gestorben)
- Richard Appora OP (seit 28. April 2017)